# São Paulo (Lissabon)
São Paulo ist ein Stadtteil und eine ehemalige portugiesische Gemeinde (Freguesia) im 1. Bairro der Hauptstadt Lissabon. Den 0,41 km² großen Stadtteil prägen vor allem der Bahnhof Cais do Sodré und seine Umgebung, als auch die steilen Straßen und Gassen in Richtung Norden. Der Name São Paulo, die portugiesische Version des Namens des Apostels Paulus, stammt von der gleichnamigen Kirche, die sich an der Praça de São Paulo in der Gemeinde befindet.
2013 ging im Zuge einer Verwaltungsreform aus den Gemeinden São Paulo, Encarnação, Santa Catarina und Mercês die neue Stadtgemeinde Misericórdia hervor.

## Wappen
Ein Wappen erhielt die Gemeinde São Paulo im Oktober 1997.

«Escudo de ouro, com um chafariz de azul; em chefe dois remos de negro passados em aspa e, brocante, uma espada abatida de vermelho; em ponta, três burelas ondeadas de azul e prata, tendo brocante um peixe de vermelho. Coroa mural de prata de três torres. Listel branco, com a legenda a negro em maiúsculas: ‘S. PAULO – LISBOA’.»

„Ein goldenes Wappen mit einem blauen Brunnen; oberhalb zwei schwarze Ruder im Marterkreuz, in der Mitte der beiden Ruder ein geneigtes, rotes Schwert; unterhalb drei blau und silbernfarbene Wellen mit einem roten Fisch. Eine silbernfarbene Mauerkrone mit drei Turmen. Ein Spruchband mit schwarzen Majuskeln ‚S. PAULO – LISBOA‘.“

São Paulo besitzt ein eigenes Wappen. Das rote Schwert steht dabei für den Heiligen Paulus, Namensgeber der Freguesia. Der Brunnen steht für den selbigen auf der Praça de São Paulo, der sich ebenso in der Gemeinde befindet. Die Ruder, die Wellen und der rote Fisch geben ein Hinweis auf den früher üblichen Beruf in der Gemeinde, die Fischerei auf dem angrenzenden Tejo.
Die Flagge von São Paulo zeigt das Wappen auf einem blauen Grund.

## Sehenswürdigkeiten und andere Einrichtungen

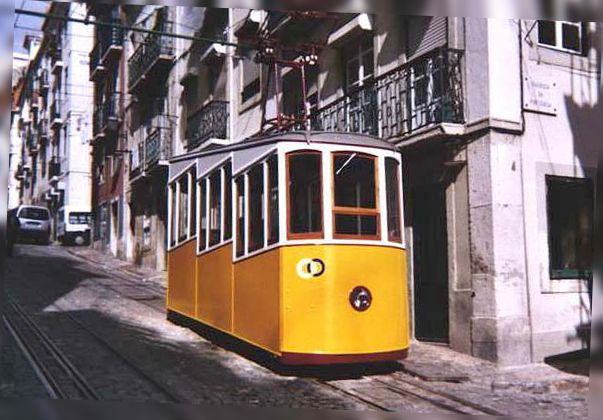
In São Paulo gibt es neben U-Bahnen, Vorortzüge, Bussen, Straßenbahnen und Fähren auch eine Standseilbahn, der Elevador da Bica

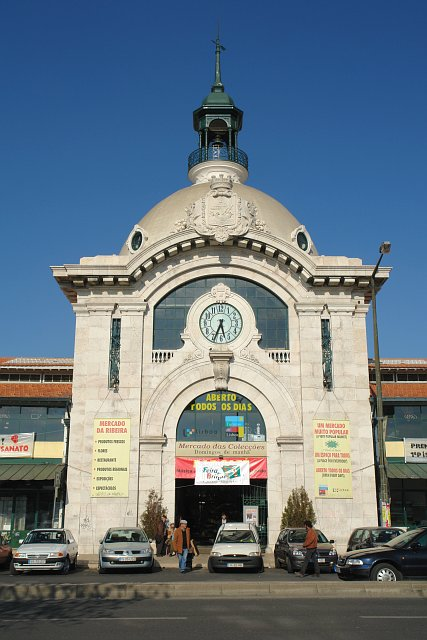
Eingang zum Mercado da Ribeira, Markthalle und Ort für Kulturveranstaltungen

In der Freguesia São Paulo befindet sich unter anderem die Igreja do Corpo Santo sowie einer der ältesten Paläste der portugiesischen Hauptstadt, der Palácio Valada-Azambuja, manchmal auch Palácio dos Condes de Azambuja. Dieser durch die Grafen von Azambuja in Auftrag gegebene Palast wurde im 16. Jahrhundert erbaut, nach dem verheerenden Erdbeben von 1755 auch wiederaufgebaut. Besonders im 19. Jahrhundert erlitt der Bau zahlreiche Veränderungen, seit 1925 beherbergte der Palast die Redaktion der Zeitung A Lucta. Heute befindet sich einer der Lissabonner Bibliotheken in dem Bau am Largo do Calhariz.
Direkt an der Hauptachse der Freguesia in Richtung Westen, an der Avenida 24 de Julho, befindet sich der Mercado da Ribeira  („Ufermarkt“) mit einer von etwa 10.000 m². Der erste Bau der Markthalle stammt aus dem Jahr 1882. Am 7. Juni 1893 wurde die Ostseite des Gebäudes bei einem Brand stark beschädigt. Bis heute erfolgten zahlreiche Um- und Ausbauten. Seit 2001 dient der Markt nicht mehr als Großmarkt, sondern als Markt des täglichen Bedarfs an Lebensmitteln aller Art. Das Obergeschoss bietet Platz für kulturelle Veranstaltungen. Im Mercado da Ribeira findet beispielsweise regelmäßig einer der größten Lissabonner Buchmärkte platz.
In São Paulo gibt es außerdem eine der drei Lissabonner Standseilbahnen, der Elevador da Bica oder auch Ascensor da Bica. Die von Raul Mesnier entworfene und 1892 eröffnete Standseilbahn überwindet zwischen dem Largo do Calhariz und der Rua de São Paulo über eine Distanz von 260 Meter eine Höhe von 45 Meter (Steigung 19,1 Prozent). Der Elevador gehört, genauso wie der Elevador da Glória und der Elevador da Lavra, zu den Touristenattraktionen Lissabons.

## Verkehr

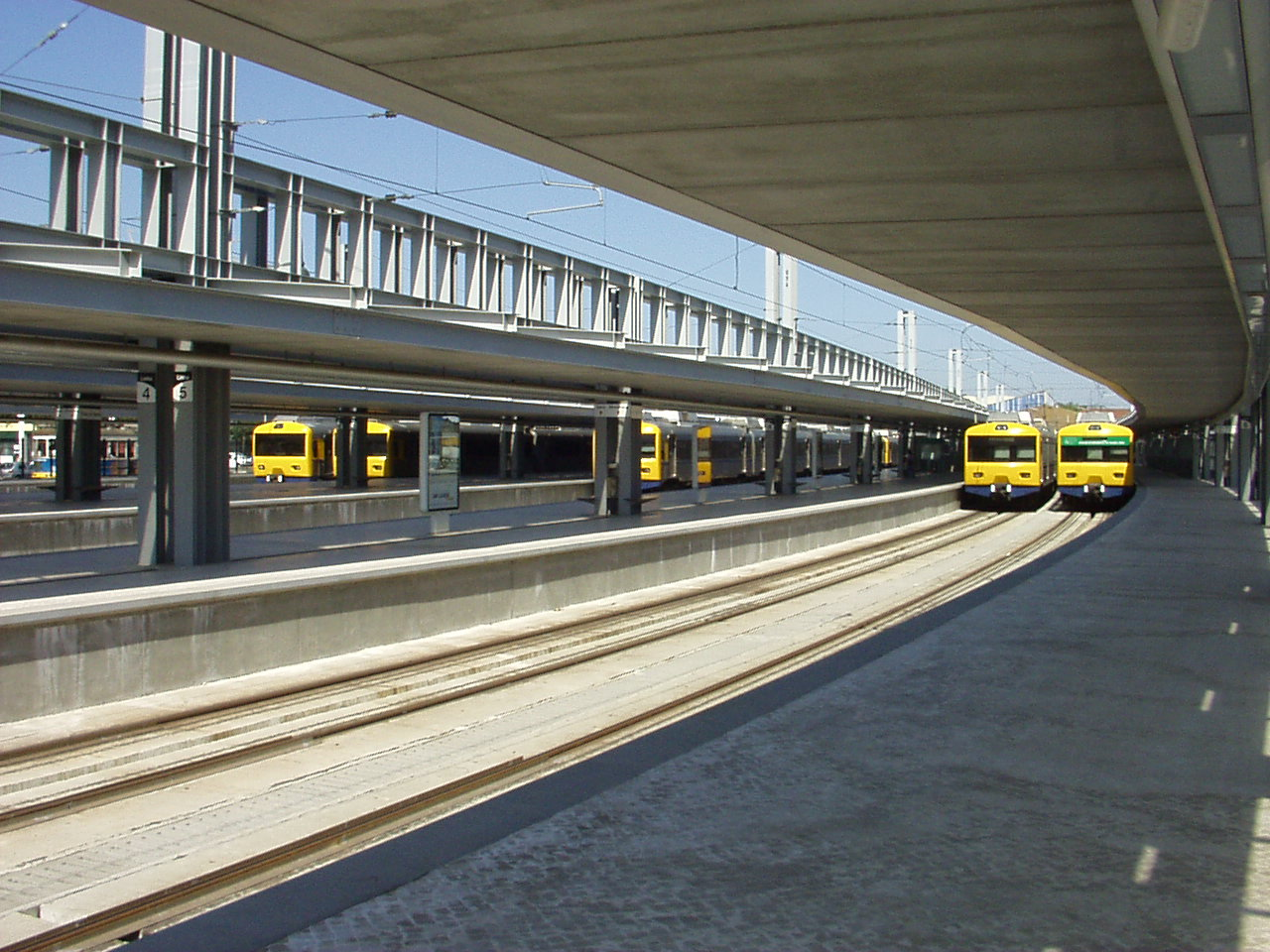
Vom Bahnhof Cais do Sodré fahren unter anderem die CP-Vorortzüge nach Cascais und Estoril

Der wichtigste Verkehrsknotenpunkt der westlichen Innenstadt befindet sich in der Freguesia der São Paulo an der Praça Duque da Terceira, der Bahnhof Cais do Sodré. Von dort fahren nicht nur die CP-Vorortzüge auf der Linha de Cascais zu den mondänen Vororten Cascais und Estoril, sondern auch die Linha Verde der Metro in Richtung Campo Grande und Telheiras. Außerdem befindet sich direkt am Ufer des Tejos und weniger Meter entfernt vom Bahnhof der Terminal dos barcos, der Fährterminal, mit zahlreichen Fährverbindungen in die Margem Sul do Tejo, beispielsweise Cacilhas, Montijo und Seixal. Zudem tangiert den Bahnhof auch die Hauptachse der Lissabonner Straßenbahn zwischen der Praça da Figueira über Belém nach Algés. Zusätzlich ist der Bahnhof ein wichtiger Anfangs- und Endpunkt für zahlreiche Buslinien der Carris, unter anderem auch zum Flughafen und nach Oriente.
Wichtige Straßen in der Freguesia sind vor allem die Ost-West-Achse Avenida 24 de Julho, die Alcântara und Belém an die Innenstadt anschließt, und die Rua do Alecrim, die den Cais do Sodré mit der Praça Luís de Camões verbindet. Der Platz ist das „Tor“ zum bekannten Ausgehviertel Bairro Alto.